# Фарска острва на Светском првенству у воденим спортовима 2011.
Фарска острва су учествовала на Светском првенству у воденим спортовима 2011. у Шангају, у Кини. Такмичили су се само у пливању са једним мушкарцем у две дисциплине.
У обе дисциплине Пал Јенсен је поставио националне рекорде Фарских острва. У дисциплинама 800 м слободно рекорд је постигао у квалификацијама, а у другој дисциплини 1.500 м слободно рекорд је обарао два пута прво у квалификацијама, а затим и у финалу.

## Пливање

### Мушкарци
| Пливач     | Дисциплина       | Лич. рек. | Групе       | Групе | Полуфинале | Полуфинале | Финале      | Финале | Детаљи         |
| Пливач     | Дисциплина       | Лич. рек. | Време       | Плас. | Време      | Плас.      | Време       | Плас.  | Детаљи         |
| ---------- | ---------------- | --------- | ----------- | ----- | ---------- | ---------- | ----------- | ------ | -------------- |
| Пал Јенсен | 800 м слободно   | 7:53,11   | 7:45,55 НР  | 2 КВ  |            |            | 7:46,51     | 5 / 51 |                |
| Пал Јенсен | 1.500 м слободно | 14:56,90  | 14:56,66 НР | 6 КВ  |            |            | 14:46,33 НР | 4 / 51 | [ мртва веза ] |

## Биланс медаља
| Ранг | Држава        | Злато | Сребро | Бронза | Укупно |
|      | Фарска Острва | 0     | 0      | 0      | 0      |